# Marcel Wuilleunier
Marcel Wuilleunier, né le 22 juin 1909, est un joueur suisse de basket-ball.